# Quattro amici per una missione intorno al mondo
Quattro amici per una missione intorno al mondo (Bambou et compagnie) è una serie animata prodotta da Marina, TF1 e Canal J.

## Doppiaggio
| Personaggio    | Doppiatore        |
| -------------- | ----------------- |
| Bambù (Bambou) | Davide Garbolino  |
| Dalia          | Lara Parmiani     |
| Pasticcio      | Pietro Ubaldi     |
| Saggio         | Enrico Bertorelli |
| Ai-Ai          | Graziella Porta   |